# Gräberfeld von Groß Timmendorf
Das Gräberfeld von Groß Timmendorf ist ein Urnenfriedhof in der Gemeinde Timmendorfer Strand (Kreis Ostholstein) und liegt am westlichen Ortsrand von Groß Timmendorf auf der „Derbergschen Koppel“ und grenzt an die „Dorfstraße“, die nach Pansdorf führt.
Seit den 1960er Jahren wurde das Gräberfeld abschnittsweise von Einfamilienhäusern überbaut. Bis zu seiner Zerstörung war es 1993 die größte Nekropole der Eisenzeit in Norddeutschland. Sie wurde in den Jahren 1960, 1976 und 1993 durch das Landesdenkmalamt Schleswig-Holstein wissenschaftlich untersucht.
Am Timmendorfer Waldfriedhof befindet sich ein weiteres Urnengrab (mit der Kartierung LA 13) und in dessen unmittelbarer Nähe liegt ein Megalithgrab aus der Steinzeit (LA 14).

## Bedeutung der Gräberfelder in Norddeutschland
Zentrale Fragen der archäologischen Analyse von Gräberfeldern sind – neben der chronologischen Einordnung der Gräber – die sozialen Strukturen, in denen die vor- und frühgeschichtlichen Gesellschaften gelebt haben. Aufschluss darüber geben die Bestattungssitten, wie Grabbeigaben, der Grabbau und die Belegungsstruktur der Gräberfelder.
Der Übergang von der Bronze- zur Eisenzeit um 500 wird durch mehrere Umstände gekennzeichnet: Klimaverschlechterung, die Verwendung des einheimischen Raseneisens und die keltische Expansion, welche zu einer Umlenkung der Warenströme zwischen Nord und Süd führte, wie auch die metallische Eigenproduktion förderte. Die Vielzahl der Gräberfelder im norddeutschen Raum – aus der jüngeren Bronzezeit (800 bis 500 v. Chr.) und in der gesamten vorrömischen Eisenzeit – zeigen trotz der geschichtlichen Umbrüche – eine erstaunliche Siedlungskontinuität. Die Siedlungen werden der Jastorf-Kultur zugeordnet, benannt nach dem Urnenfriedhof von Jastorf bei Uelzen.
Die Herstellung der Urnengefäße aus Keramik in einheitlichen Größen in den jeweiligen Altersklassen der Verstorbenen deutet auf bereits bestehende sozio-kulturelle Regeln dieser Gesellschaften hin. Dieses betrifft auch den Umgang mit Grabbeigaben. Alle vorgefundenen Fibeln (Gewandschließungen) entstammen Grabinventaren. Da fast alle Fibeln Brandspuren aufweisen, wird angenommen, dass sie Teil der Totentracht waren. Sie befanden sich auf den Brandschüttungen in den Urnen, wo sie offenbar bewusst hingelegt wurden. Aus Siedlungen sind keine Fibeln überliefert.
Die Analysen der Gesellschaftsstrukturen (Sozialstruktur) der Siedlungsgemeinschaften der Jastorf-Kultur lassen auf segmentäre Gesellschaften schließen (flache Sozialstruktur). Eine Form der Häuptlings- oder Kleinkönigtümer konnte dagegen nicht festgestellt werden.
Das Gräberfeld von Groß Timmendorf weist entsprechend der Größe und Belegungsdauer der Grabfelder auf eine kleinregionale Gemeinde sowie auf eine solide Sesshaftigkeit mit Viehhaltung und Landwirtschaft hin. Die Gemeinden bildeten aber noch keine geschlossenen Siedlungsgebiete.
Im Unterschied zur vorrömischen Eisenzeit haben die folgenden 1000 Jahre im Norden kaum archäologisch auswertbare Spuren hinterlassen. Es war die Zeit der Jahrhunderte andauernden Völkerwanderungen und der damit verbundenen Wirren.

## Entdeckung und Erschließung des Gräberfeldes von Groß Timmendorf
Das Gräberfeld von Groß Timmendorf wurde bereits 1892 von einem Bauern auf seiner Koppel entdeckt.
Über die Fundstelle des Gräberfeldes von Groß Timmendorf wurde auch im Lübecker Generalanzeiger von 1892 berichtet: In Groß Timmendorf befindet sich ein großes Gräberfeld. Die Gräber sind von kreisförmig angelegten Felssteinen bedeckt. In der Mitte, ca. ½ Meter unter der Oberfläche befinden sich schwarze Urnen mit Überresten menschlicher Gebeine und verschiedenen Beigaben, wie Ketten, Armspangen, Broschen.
Eine größere Anzahl von Urnen mit Grabbeigaben wurde ausgegraben und verkauft.
1893 bis 1894 wurden erste Ausgrabungen vom Kieler „Museum für vaterländische Altertümer“ durchgeführt. Wegen hoher Schadensansprüche des Besitzers der Landfläche des Gräberfeldes wurden die Untersuchungen abgebrochen.
In den 1920er Jahren wurden weitere Urnen geborgen, die z. T. in Privatsammlungen und in die Museen von Oldenburg und Berlin gingen. Wegen der fehlenden Zuordnung der Urnen und der Grabbeigaben zum Gräberfeld und die nicht mehr vorhandenen Leichenbrandschüttungen war deren wissenschaftliche Bedeutung gering.
Erste großflächige Ausgrabungen wurden 1959/1960 von Hans Hingst vom Landesamt für Vor- und Frühgeschichte durchgeführt, bei denen 437 Einzelfundstellen und Grabanlagen freigelegt und dokumentiert wurden.
Es zeigte sich auch, dass der eisenzeitliche Urnenfriedhof eine Siedlung aus der Bronzezeit überlagerte. In den tieferen Schichten fand man Flintabschläge und Geräte, wie Löffelschaber, herzförmige Pfeilspitzen und Feuerschlagsteine. Pfostenspuren lassen Hausgrundrisse vermuten.
Das gesamte Gräberfeld ist in verschiedene Bestattungskomplexe in Form von Mulden mit 40 bis 80 Meter Durchmesser unterteilt, die sich klar voneinander abgrenzen. In den Mulden befinden sich die Gräber, die von kreisförmig angelegten Steinpackungen überdeckt sind. Die Steinpackungen in Größen von 0,5 bis 4 Meter Durchmesser liegen in einer größeren Anzahl dicht nebeneinander und bilden so einen Steinpflasterfriedhof (siehe photographische Abbildung in). Im Zentrum dieser Steinkreise befinden sich die Urnen, die von doppelt faustgroßen Rollsteinen umschlossen waren. Es fanden sich auch Grabgruben aus Steinplatten mit Ascheresten ohne Behältnis. Die Füllerde der Gräber bestand im Gegensatz zum vorhandenen Lehm aus humus-durchsetztem Sand.
Die aus feinem Ton hergestellten Gefäße waren weitbauchig wie auch als zweigliedrige Flaschen geformt und mit Beigaben, wie Plattenfibeln, Gürtelschließungen und Nadel versehen.
1976/1977 erfolgten weitere Ausgrabungen von 160 Gräbern, nachdem zuvor durch Bauarbeiten größere Teile des Grabfeldes zerstört wurden. Die Erschließung der Gräberfelder fand parallel zu den Bauprojekten statt.
1993 wurden der verbleibende Teil des Grabfeldes untersucht und weitere 479 Gräber freigelegt und dokumentiert.
Die folgenden Belegungsdauern der Grabfelder wurden ermittelt:
- Groß Timmendorf 1, von 1960: 550 – 200 v. Chr.
- Groß Timmendorf 2, von 1976: 550 – 50 v. Chr.
- Groß Timmendorf 3, von 1993: 550 – 150 v. Chr.

Insgesamt wurden ein Feld von 6150 m² freigelegt und 1058 Bestattungen dokumentiert. Ca. 200 bis 250 Gräber wurden zerstört und bleiben daher undokumentiert. Mit ca. 1300 Bestattungen gehört es zum größten Gräberfeld im Gebiet der Jastorf-Kultur.

## Ergebnisse der archäologischen Analyse
Im Unterschied zur Körperbestattung in der früheren Jungsteinzeit und dem frühen Mittelalter, fanden in der Eisenzeit überwiegend Brandbestattungen statt. Die Diagnostizierung des Leichenbrandes ist daher deutlich schwieriger.
Die Lebensalterbestimmungen erfolgten überwiegend histo-morphometrisch am Knochen-Dünnschliff, was verhältnismäßig gute Altersbestimmungen zulässt. Auch der Entwicklungsstand des Gebisses ist insbesondere bei Jüngeren ein verlässlicher Altersindikator.
Die Untersuchungen der Urnenfelder zeigen geschlechtsspezifische Unterschiede in Form von so einer Überzahl von weiblichen Individuen, was jedoch den normalen demografischen Verhältnissen nicht entspricht.
Auffällig sind auch Unterschiede in der Anzahl der Grabbeigaben, die bei Frauen und Kindern in der Regel größer ist, was auf die kulturelle Bedeutung des Geschlechts hinweist.
Die unterschiedlichen Größen der Urnen (das Fassungsvermögen der Urnen für die Leichenbrandmengen von Kindern, Jugendlichen und Erwachsenen) lassen eine grobe Unterscheidung der Sterbealter dieser drei Altersgruppen zu.
Die Untersuchungen des Sterbealters zeigen eine hohe Sterberate im Kindes- wie Jugendalter, die im Verlauf von der älteren zur jüngeren vorrömischen Eisenzeit tendenziell abnimmt (Groß Timmendorf 1 zu Groß Timmendorf 2).
Aufschlüsse über die Sozialstrukturen der Menschen sind durch die Grabbeigaben bedingt möglich, die bei etwas weniger als der Hälfte der Gräber vorliegen. Es handelt sich hierbei im Wesentlichen um kleinere metallene Beigaben, wie Gewandschnallen und -nadeln, die eine Unterscheidung in arme und reiche Gräber zulassen (Groß Timmendorf 3).
Die Verteilungsmuster der Gräber (Groß Timmendorf 1) zeigen Belegungsgruppen aus allen Altersstrukturen und beiden Geschlechtern, was auf Verwandtschafts- und Haushaltsverbände hinweist. Aus diesen Untersuchungen wird geschlossen, dass in den weitgehend autonomen Siedlungsgemeinschaften nur geringe soziale Unterschiede vorherrschten, dass sie also eine segmentäre Gesellschaftsform besaßen.

## Heutiger Zustand des Gräberfeldes
Nach der Untersuchung des Gräberfeldes wurden die Leichenbehälter geborgen und befinden sich seitdem beim Archäologischen Landesamt Schleswig-Holstein in Schleswig in Verwahrung. Die Reste des Gräberfeldes wurden abgetragen und das Gelände verfüllt. In der Folgezeit entstanden dort Einfamilienhäuser. Damit ist der größte Teil des Gräberfeldes zerstört. Lediglich unter der Dorfstraße befinden sich vermutlich noch einige Ausläufer des Gräberfeldes und könnten eventuell die Zeit überdauert haben.
21 archäologische Funde in der Gemeinde Timmendorfer Strand, zu denen auch die zwei Urnengräberfelder Groß Timmendorf (LA 17) und am Timmendorfer Waldfriedhof (LA 13) zählen, sind vom Landesamt für Vor- und Frühgeschichte von Schleswig-Holstein (LVF) in der Kartei der „Archäologischen Landesaufnahme“ (LA) erfasst (vgl. zugehörige Karte Standorte der Fundorte mit ihren Kartierungsnummern in).